# میکائیل مشفق
میکائیل مشفق (زادهٔ ۱۲۸۷ باکو – درگذشته ۱۳۱۸ باکو) شاعر ترک زبان آذربایجانی در سال ۱۹۰۸ میلادی در باکو متولد شد. در سال ۱۹۳۱ از گروه زبان و ادبیات دانشگاه باکو فارغ التحصیل شده و کار حرفه‌ای خود را به عنوان معلم مدرسه آغاز کرد.
اولین شعر او بیر گون (یک روز) در روزنامه فهله در سال ۱۹۲۶ منتشر شد. همراه با صمد وورغون و رسول رضا به یکی از بنیانگذاران سبک جدید شعر در آذربایجان تبدیل شد. او از مشوقان تبدیل خط عربی به خط لاتین بود که در سال ۱۹۲۷ اجرا شد.
مقاومت او در مقابل قانون ممنوعیت تار آذربایجانی که در سال ۱۹۳۰ از طرف استالین اعمال شد با شعر بخوان تار، بخوان تار موجب دشمنی حکومت با او شد که در نهایت به دستگیری او به عنوان میهن پرست متعصب و شاعر بورژوا در سال ۱۹۳۷ انجامید که بدنبال آن در سال ۱۹۳۹ به جرم خیانت به کشور و دشمنی با حکومت در زندانی در باکو اعدام شد و جسدش را در خزر سر به نیست کردند.